# Королева красоты (пьеса)
«Королева красоты» (англ. The Beauty Queen of Leenane) — одноактная пьеса ирландского драматурга, кинорежиссера и продюсера Мартина Макдонаха, написанная в 1996 году. Пьеса, как и последующие две («Череп из Коннемара» и «Сиротливый запад») входит в состав трилогии Линейна.

## Сюжет
Действие пьесы разворачивается в 1990-х в местности Коннемара в городе Линейн (графство Голуэй, Ирландия).
40-летняя «дева» Морин Фолан живёт со своей немощной 70-летней матерью — Мэг (она ухаживает за ней).
Пока дочь (Морин) в отъезде, их дом навещает Рэй Дули. Он принес записку от своего брата (Пато Дули), в которой находится приглашение на вечеринку. Не дождавшись возвращения Морин, Рэй оставляет записку её матери. Но, как только тот уходит, Мэг уничтожает записку.
В этот момент домой возвращается Морин, которая уже успела поговорить с Рэям. Дочь упрекает свою мать в том, что зависит от неё, как от инвалида. Она также обвиняет мать во лжи, так как она скрыла от нее приглашение на вечеринку. Морин решает наказать мать за это. Она заставляя ее выпить комковатый Комплан.
Купив новое платье, Морин посещает вечеринку и в тайне от матери приводит домой Пато Дули, который периодически работает строителем в Лондоне. Пато рассказывает Морин, что за 20 лет знакомства, он долгое время думал о ней как о «королеве красоты из Линейна».
Утром Мэг идет выливать своё судно в кухонную раковину. Заметив платье дочери, мать начинает кричать, но в это время из спальни Морин выходит Пато, застёгивая находу рубашку. Через некоторое время появляется Морин в нижнее белье. Она демонстративно показывает матери свою близость с Пато.
Разгневанная мать обвиняет Морин в том, что она намеренно обожгла ее руку, облив ее горячим маслом, затем она разъясняет, что на самом деле это Мэг несет ответственность за Морин после того, как выписала ее из «дурдома».
Пока Мэг ищет подтверждающие документы, Морин рассказывает Пато, что мать на самом деле обожглась, пытаясь готовить без присмотра, но она признает, что у нее действительно случился нервный срыв во время работы уборщицей в Англии 15 лет назад, когда она не смогла вынести унижения своих коллег-англичан. Морин пытается объяснить Пато, что мать иногда специально врет, думая, что Морин не в состоянии отличить их от реальности. Пато сочувствует ей и говорит, что его мнение о ней не изменилось. Однако, когда он убеждает её одеться потеплее, она становится неуверенной в своей внешности и закатывает истерику. Когда Мэг возвращается с документами, Пато игнорируя Мэг, говорит расстроенной Морин, что напишет ей.
Спустя время Пато пишет из Лондона, сообщая Морин, что собирается работать у своего американского дяди в Бостоне и хочет, чтобы Морин поехала с ним, как только сможет. В письме также говорится, что он не мог заниматься сексом, когда они были вместе, но он говорит ей, что это было только потому, что он слишком много выпил. Он также сообщает ей, что в его честь будет прощальная вечеринка. Он отправляет письмо Рэю с четкими инструкциями передать его непосредственно в руки Морин. Однако, когда Рэй приходит в дом, Морин снова нет дома. Мэг его уговаривает оставить письмо у нее. Как-только Рэй уходит, Мэг читает письмо и сразу же сжигает его.
В ночь прощальной вечеринки Пато, Мэг подшучивает над дочерью, вспоминая ее секс с Пато. Она специально дразнит ее и случайно проговаривается, что ей известно об импотенции Пато. Воспользовавшись этим, Морин пытает мать горячим маслом, пока та не признается в существовании письма и его содержании. Оставив Мэг корчиться на полу, Морин быстро надевает платье и убегает на вечеринку.
Вернувшись, Морин с кочергой в руке, медленно расхаживает по дому, убеждая себя в том, что поедет в Бостон. Морин разыгрывает сценку, как она поймала Пато на вокзале перед его отъездом, и они вновь посвятили себя друг другу. Все это время Мэг слушала ее, корчась от боли в кресле-качалке, но в конце сцены Морин бьёт её кочергой по голове.
Когда завершилось расследование, которое оправдало Морин, она во всем траурном ходит по дому. Когда к ней приходит Рэй, Морин выясняет, что она вообразила свое воссоединение с Пато; на самом деле он уехал на такси, так и не повидавшись с ней, и теперь помолвлен с женщиной, с которой танцевал на вечеринке. Морин просит Рэя отправить Пато сообщение: «Королева красоты Линейна говорит: „До свидания“». Когда Рэй уходит, Морин надевает свитер матери. Она садится в ее кресло-качалку, неосознанно копируя ее манеры.

## Постановки
В мире
Мировая премьера пьесы состоялась 1 февраля 1996 года театральной труппой «Друид» в театре Town Hall, Голуэй. Затем группа совершила турне по Ирландии, остановившись в Лонгфорде, Килкенни и Лимерике. Спектакль перенесен в лондонский Вест-Энд, где открылся в Королевском придворном театре 29 февраля 1996 года.
Такжа пьеса была поставлена, как продолжение трилогии Линейна (в 1997 году), в рамках тура по Ирландии и Великобритании, который включал остановки в театре Олимпия (Дублин) и Королевском придворном театре в Лондоне).
Американская премьера пьесы состоялась на Бродвее 11 февраля 1998 года, ее представила театральная труппа Atlantic в театре Линды Гросс.
Пьеса была поставлена в Австралии дважды — в 1998 году и 1999 годах.
В России
- Пермский театр «У Моста» (реж. Сергей Федотов)[3]
- Театр Сатирикон (реж. Константин Райкин)[4]
- Большой драматический театр имени Г. А. Товстоногова (реж. Егор Чернышов)[5]
- Театр для детей и молодёжи, Кемерово (реж. Ирина Латынникова)[6]
- Орловский государственный академический театр им. И. С. Тургенева (реж. Линас Зайкаускас)[7]
- Шахтинский драматический театр (реж. Роман Родницкий)[8].
- "Центр Современной Драматургии", Екатеринбург (реж. Илья Калин)
- "Тюменский Большой драматический театр" (реж. Александр Баргман)